# Vexitomina
Vexitomina is een geslacht van weekdieren uit de klasse van de Gastropoda (slakken).

## Soorten
- Vexitomina coriorudis (Hedley, 1922)
- Vexitomina coxi (Angas, 1867)
- Vexitomina metcalfei (Angas, 1867)
- Vexitomina radulaeformis (Weinkauff & Kobelt, 1876)
- Vexitomina regia (Reeve, 1842)
- Vexitomina sinensis Ma, 1989
- Vexitomina suavis (E. A. Smith, 1888)
- Vexitomina torquata Laseron, 1954